# ATP World Tour 2010/leden-červen
ATP World Tour 2010 byl tenisový okruh pro profesionály v roce 2010, organizovaný Asociací profesionálních tenistů. Okruh zahrnoval turnaje Grand Slamu (organizované ITF), události kategorií ATP Masters 1000, ATP World Tour 500, ATP World Tour 250, dále pak týmové soutěžeSvětový pohár družstev, Davis Cup (pořádaný ITF) a Turnaj mistrů. Součástí okruhu 2010 se stal také Hopmanův pohár, z něhož si hráči nepřipsali žádné body, a jenž byl organizován ITF. Ve Wimbledonu byl sehrán nejdelší zápas dosavadní tenisové historie, který překonal několik rekordů.

## Chronologický přehled událostí

### Legenda
| Grand Slam                  |
| ATP World Tour Finals       |
| ATP World Tour Masters 1000 |
| ATP World Tour 500          |
| ATP World Tour 250          |
| Týmové soutěže              |

### Leden
| Týden od  | Turnaj                                                                         | Vítězové                               | Výsledek          | Finalisté                               | Semifinalisté                                                    | Čtvrtfinalisté                                               |
| --------- | ------------------------------------------------------------------------------ | -------------------------------------- | ----------------- | --------------------------------------- | ---------------------------------------------------------------- | ------------------------------------------------------------ |
| 4. leden  | Hopman Cup Perth Austrálie Hopman Cup tvrdý (h) – 1 000 000 AU$                | Vítězný tým Španělsko                  | 2-1               | Poražený finalista Spojené království   | poražené týmy ve sk. A Spojené státy americké Austrálie Rumunsko | poražené týmy ve sk. B Kazachstán Rusko Německo              |
| 4. leden  | Qatar ExxonMobil Open Dauhá Katar ATP World Tour 250 tvrdý – 1 024 000 $       | Nikolaj Davyděnko                      | 0-6, 7-6(8), 6-4  | Rafael Nadal                            | Roger Federer Viktor Troicki                                     | Ernests Gulbis Ivo Karlović Łukasz Kubot Steve Darcis        |
| 4. leden  | Qatar ExxonMobil Open Dauhá Katar ATP World Tour 250 tvrdý – 1 024 000 $       | Guillermo García-López Albert Montañés | 6-4, 7-5          | František Čermák Michal Mertiňák        | Roger Federer Viktor Troicki                                     | Ernests Gulbis Ivo Karlović Łukasz Kubot Steve Darcis        |
| 4. leden  | Aircel Chennai Open Čennaí Indie ATP World Tour 250 tvrdý – 398 250 $          | Marin Čilić                            | 7-6(2), 7-6(3)    | Stanislas Wawrinka                      | Dudi Sela Janko Tipsarević                                       | Lukáš Lacko Michael Berrer Thiemo de Bakker Santiago Giraldo |
| 4. leden  | Aircel Chennai Open Čennaí Indie ATP World Tour 250 tvrdý – 398 250 $          | Marcel Granollers Santiago Ventura     | 7-5, 6-2          | Lu Jan-sun Janko Tipsarević             | Dudi Sela Janko Tipsarević                                       | Lukáš Lacko Michael Berrer Thiemo de Bakker Santiago Giraldo |
| 4. leden  | Brisbane International Brisbane Austrálie ATP World Tour 250 tvrdý – 484 750 $ | Andy Roddick                           | 7-6(2), 7-6(7)    | Radek Štěpánek                          | Tomáš Berdych Gaël Monfils                                       | Richard Gasquet Thomaz Bellucci James Blake Wayne Odesnik    |
| 4. leden  | Brisbane International Brisbane Austrálie ATP World Tour 250 tvrdý – 484 750 $ | Jérémy Chardy Marc Gicquel             | 6-3, 7-6(5)       | Lukáš Dlouhý Leander Paes               | Tomáš Berdych Gaël Monfils                                       | Richard Gasquet Thomaz Bellucci James Blake Wayne Odesnik    |
| 11. leden | Heineken Open Auckland Nový Zéland ATP World Tour 250 tvrdý – 355 500 $        | John Isner                             | 6-3 5-7, 7-6(2)   | Arnaud Clément                          | Albert Montañés Philipp Kohlschreiber                            | Tommy Robredo Michael Lammer Marc Gicquel Jürgen Melzer      |
| 11. leden | Heineken Open Auckland Nový Zéland ATP World Tour 250 tvrdý – 355 500 $        | Marcus Daniell Horia Tecău             | 7-5 6-4           | Marcelo Melo Bruno Soares               | Albert Montañés Philipp Kohlschreiber                            | Tommy Robredo Michael Lammer Marc Gicquel Jürgen Melzer      |
| 11. leden | Medibank International Sydney Austrálie ATP World Tour 250 tvrdý – 372 500 $   | Marcos Baghdatis                       | 6-4, 7-6(2)       | Richard Gasquet                         | Julien Benneteau Mardy Fish                                      | Potito Starace Leonardo Mayer Lleyton Hewitt Peter Luczak    |
| 11. leden | Medibank International Sydney Austrálie ATP World Tour 250 tvrdý – 372 500 $   | Daniel Nestor Nenad Zimonjić           | 6-3, 7-6(5)       | Ross Hutchins Jordan Kerr               | Julien Benneteau Mardy Fish                                      | Potito Starace Leonardo Mayer Lleyton Hewitt Peter Luczak    |
| 18. leden | Australian Open Melbourne Austrálie Grand Slam tvrdý – 10 712 240 AU$          | Roger Federer                          | 6-3, 6-4, 7-6(11) | Andy Murray                             | Jo-Wilfried Tsonga Marin Čilić                                   | Nikolaj Davyděnko Novak Djoković Andy Roddick Rafael Nadal   |
| 18. leden | Australian Open Melbourne Austrálie Grand Slam tvrdý – 10 712 240 AU$          | Bob Bryan Mike Bryan                   | 6-3, 6-7(5), 6-3  | Daniel Nestor Nenad Zimonjić            | Jo-Wilfried Tsonga Marin Čilić                                   | Nikolaj Davyděnko Novak Djoković Andy Roddick Rafael Nadal   |
| 18. leden | Australian Open Melbourne Austrálie Grand Slam tvrdý – 10 712 240 AU$          | Leander Paes Cara Blacková             | 7-5, 6-3          | Jaroslav Levinský Jekatěrina Makarovová | Jo-Wilfried Tsonga Marin Čilić                                   | Nikolaj Davyděnko Novak Djoković Andy Roddick Rafael Nadal   |

### Únor
| Týden od | Turnaj                                                                                           | Vítězové                          | Výsledek            | Finalisté                       | Semifinalisté                     | Čtvrtfinalisté                                                        |
| -------- | ------------------------------------------------------------------------------------------------ | --------------------------------- | ------------------- | ------------------------------- | --------------------------------- | --------------------------------------------------------------------- |
| 1. únor  | Movistar Open Santiago de Chile Chile ATP World Tour 250 antuka – 398 250 $                      | Thomaz Bellucci                   | 6-2 0-6, 6-4        | Juan Mónaco                     | Fernando González João Souza      | Marcel Granollers Eduardo Schwank Alberto Martín Peter Luczak         |
| 1. únor  | Movistar Open Santiago de Chile Chile ATP World Tour 250 antuka – 398 250 $                      | Łukasz Kubot Oliver Marach        | 6-4, 6-0            | Potito Starace Horacio Zeballos | Fernando González João Souza      | Marcel Granollers Eduardo Schwank Alberto Martín Peter Luczak         |
| 1. únor  | PBZ Zagreb Indoors Záhřeb Chorvatsko ATP World Tour 250 tvrdý (h) – 398 250 €                    | Marin Čilić                       | 6-4, 6-7(5), 6-3    | Michael Berrer                  | Jürgen Melzer Philipp Petzschner  | Ivo Karlović Illja Marčenko Viktor Troicki Lukáš Lacko                |
| 1. únor  | PBZ Zagreb Indoors Záhřeb Chorvatsko ATP World Tour 250 tvrdý (h) – 398 250 €                    | Jürgen Melzer Philipp Petzschner  | 3-6, 6-3 10-8       | Arnaud Clément Olivier Rochus   | Jürgen Melzer Philipp Petzschner  | Ivo Karlović Illja Marčenko Viktor Troicki Lukáš Lacko                |
| 1. únor  | SA Tennis Open Johannesburg JAR ATP World Tour 250 tvrdý – 442 500 $                             | Feliciano López                   | 7-5, 6-1            | Stéphane Robert                 | Gaël Monfils David Ferrer         | Lu Jan-sun Rajeev Ram Dustin Brown Somdev Devvarman                   |
| 1. únor  | SA Tennis Open Johannesburg JAR ATP World Tour 250 tvrdý – 442 500 $                             | Rohan Bopanna Ajsám Kúreší        | 2-6, 6-3 10-5       | Karol Beck Harel Levy           | Gaël Monfils David Ferrer         | Lu Jan-sun Rajeev Ram Dustin Brown Somdev Devvarman                   |
| 8. únor  | SAP Open San José USA ATP World Tour 250 tvrdý (h) – 531 000 $                                   | Fernando Verdasco                 | 3-6, 6-4, 6-4       | Andy Roddick                    | Sam Querrey Denis Istomin         | Tomáš Berdych Michael Russell Philipp Kohlschreiber Ričardas Berankis |
| 8. únor  | SAP Open San José USA ATP World Tour 250 tvrdý (h) – 531 000 $                                   | Mardy Fish Sam Querrey            | 7-6(3), 7-5         | Benjamin Becker Leonardo Mayer  | Sam Querrey Denis Istomin         | Tomáš Berdych Michael Russell Philipp Kohlschreiber Ričardas Berankis |
| 8. únor  | Brasil Open Costa do Sauípe Brazílie ATP World Tour 250 antuka – 442 500 $                       | Juan Carlos Ferrero               | 6-1, 6-0            | Łukasz Kubot                    | Ricardo Mello Igor Andrejev       | Carlos Berlocq Thomaz Bellucci Pablo Cuevas Fabio Fognini             |
| 8. únor  | Brasil Open Costa do Sauípe Brazílie ATP World Tour 250 antuka – 442 500 $                       | Pablo Cuevas Marcel Granollers    | 7-5, 6-4            | Łukasz Kubot Oliver Marach      | Ricardo Mello Igor Andrejev       | Carlos Berlocq Thomaz Bellucci Pablo Cuevas Fabio Fognini             |
| 8. únor  | ABN AMRO World Tennis Tournament Rotterdam Nizozemsko ATP World Tour 500 tvrdý (h) – 1 150 000 € | Robin Söderling                   | 6-4 2-0 skreč       | Michail Južnyj                  | Novak Djoković Nikolaj Davyděnko  | Florian Mayer Gaël Monfils Julien Benneteau Jürgen Melzer             |
| 8. únor  | ABN AMRO World Tennis Tournament Rotterdam Nizozemsko ATP World Tour 500 tvrdý (h) – 1 150 000 € | Daniel Nestor Nenad Zimonjić      | 6-4 4-6, 10-7       | Simon Aspelin Paul Hanley       | Novak Djoković Nikolaj Davyděnko  | Florian Mayer Gaël Monfils Julien Benneteau Jürgen Melzer             |
| 15. únor | Open 13 Marseille Francie ATP World Tour 250 tvrdý (h) – 512 750 €                               | Michaël Llodra                    | 6-3, 6-4            | Julien Benneteau                | Mischa Zverev Jo-Wilfried Tsonga  | Robin Söderling Guillaume Rufin Gaël Monfils Illja Marčenko           |
| 15. únor | Open 13 Marseille Francie ATP World Tour 250 tvrdý (h) – 512 750 €                               | Julien Benneteau Michaël Llodra   | 6-4, 6-3            | Julian Knowle Robert Lindstedt  | Mischa Zverev Jo-Wilfried Tsonga  | Robin Söderling Guillaume Rufin Gaël Monfils Illja Marčenko           |
| 15. únor | Copa Telmex Buenos Aires Argentina ATP World Tour 250 antuka – 475 300 $                         | Juan Carlos Ferrero               | 5-7, 6-4, 6-3       | David Ferrer                    | Albert Montañés Juan Mónaco       | Igor Andrejev David Nalbandian Horacio Zeballos Santiago Ventura      |
| 15. únor | Copa Telmex Buenos Aires Argentina ATP World Tour 250 antuka – 475 300 $                         | Sebastián Prieto Horacio Zeballos | 7-6(4), 6-3         | Simon Greul Peter Luczak        | Albert Montañés Juan Mónaco       | Igor Andrejev David Nalbandian Horacio Zeballos Santiago Ventura      |
| 15. únor | Regions Morgan Keegan Championships Memphis USA ATP World Tour 500 tvrdý (h) – 1 100 000 $       | Sam Querrey                       | 6-7(3), 7-6(5), 6-3 | John Isner                      | Ernests Gulbis Philipp Petzschner | Andy Roddick Tomáš Berdych Ivo Karlović Lukáš Lacko                   |
| 15. únor | Regions Morgan Keegan Championships Memphis USA ATP World Tour 500 tvrdý (h) – 1 100 000 $       | John Isner Sam Querrey            | 6-4, 6-4            | Ross Hutchins Jordan Kerr       | Ernests Gulbis Philipp Petzschner | Andy Roddick Tomáš Berdych Ivo Karlović Lukáš Lacko                   |
| 22. únor | Delray Beach Int'l Tennis Championships Delray Beach USA ATP World Tour 250 tvrdý – 442 500 $    | Ernests Gulbis                    | 6-2, 6-3            | Ivo Karlović                    | Jarkko Nieminen Mardy Fish        | Leonardo Mayer Benjamin Becker Jérémy Chardy James Blake              |
| 22. únor | Delray Beach Int'l Tennis Championships Delray Beach USA ATP World Tour 250 tvrdý – 442 500 $    | Bob Bryan Mike Bryan              | 6-3, 7-6(3)         | Philipp Marx Igor Zelenay       | Jarkko Nieminen Mardy Fish        | Leonardo Mayer Benjamin Becker Jérémy Chardy James Blake              |
| 22. únor | Barclays Dubai Tennis Championships Dubaj SAE ATP World Tour 500 tvrdý – 1 619 500 $             | Novak Djoković                    | 7-5 5-7, 6-3        | Michail Južnyj                  | Jürgen Melzer Marcos Baghdatis    | Marin Čilić Janko Tipsarević Michael Berrer Ivan Ljubičić             |
| 22. únor | Barclays Dubai Tennis Championships Dubaj SAE ATP World Tour 500 tvrdý – 1 619 500 $             | Simon Aspelin Paul Hanley         | 6-2, 6-3            | Lukáš Dlouhý Leander Paes       | Jürgen Melzer Marcos Baghdatis    | Marin Čilić Janko Tipsarević Michael Berrer Ivan Ljubičić             |
| 22. únor | Abierto Mexicano Telcel Acapulco Mexiko ATP World Tour 500 antuka – 955 000 $                    | David Ferrer                      | 6-3 3-6, 6-1        | Juan Carlos Ferrero             | Juan Mónaco Fernando González     | Fernando Verdasco Nicolás Almagro Pablo Cuevas Eduardo Schwank        |
| 22. únor | Abierto Mexicano Telcel Acapulco Mexiko ATP World Tour 500 antuka – 955 000 $                    | Łukasz Kubot Oliver Marach        | 6-0, 6-0            | Fabio Fognini Potito Starace    | Juan Mónaco Fernando González     | Fernando Verdasco Nicolás Almagro Pablo Cuevas Eduardo Schwank        |

### Březen
| Týden od   | Turnaj | Vítězové                                                                 | Výsledek            | Finalisté                                                                    | Semifinalisté                | Čtvrtfinalisté                                                      |
| ---------- | --- | ------------------------------------------------------------------------ | ------------------- | ---------------------------------------------------------------------------- | ---------------------------- | ------------------------------------------------------------------- |
| 1. březen  | Davis Cup 2009 – 1. Kolo Logroño Španělsko (antuka) Toulon Francie (tvrdý v hale) Moskva Rusko (tvrdý v hale) Stockholm Švédsko (tvrdý v hale) Varaždín Chorvatsko (tvrdý v hale) Bělehrad Srbsko (antuka v hale) Coquimbo Chile (antuka) Bree Belgie(antuka v hale) | Vítězové Španělsko Francie Rusko Argentina Chorvatsko Srbsko Chile Česko | 4-1 3-2 5-0 3-2 4-1 | Poražení Švýcarsko Německo Indie Švédsko Ekvádor Spojené státy Izrael Belgie |                              |                                                                     |
| 8. březen  | BNP Paribas Open Indian Wells USA ATP World Tour Masters 1000 tvrdý – 3 645 000 $ | Ivan Ljubičić                                                            | 7-6(3), 7-6(5)      | Andy Roddick                                                                 | Robin Söderling Rafael Nadal | Tommy Robredo Andy Murray Tomáš Berdych Juan Mónaco                 |
| 8. březen  | BNP Paribas Open Indian Wells USA ATP World Tour Masters 1000 tvrdý – 3 645 000 $ | Marc López Rafael Nadal                                                  | 7-6(8), 6-3         | Daniel Nestor Nenad Zimonjić                                                 | Robin Söderling Rafael Nadal | Tommy Robredo Andy Murray Tomáš Berdych Juan Mónaco                 |
| 22. březen | Sony Ericsson Open Miami USA ATP World Tour Masters 1000 tvrdý – 3 645 000 $ | Andy Roddick                                                             | 7-5, 6-4            | Tomáš Berdych                                                                | Robin Söderling Rafael Nadal | Fernando Verdasco Michail Južnyj Jo-Wilfried Tsonga Nicolás Almagro |
| 22. březen | Sony Ericsson Open Miami USA ATP World Tour Masters 1000 tvrdý – 3 645 000 $ | Lukáš Dlouhý Leander Paes                                                | 6-2, 7-5            | Maheš Bhúpatí Max Mirnyj                                                     | Robin Söderling Rafael Nadal | Fernando Verdasco Michail Južnyj Jo-Wilfried Tsonga Nicolás Almagro |

### Duben
| Týden od  | Turnaj                                                                                        | Vítězové                     | Výsledek      | Finalisté                   | Semifinalisté                    | Čtvrtfinalisté                                                             |
| --------- | --------------------------------------------------------------------------------------------- | ---------------------------- | ------------- | --------------------------- | -------------------------------- | -------------------------------------------------------------------------- |
| 5. duben  | Grand Prix Hassan II Casablanca Maroko ATP World Tour 250 antuka – 398 250 €                  | Stanislas Wawrinka           | 6-2, 6-3      | Victor Hănescu              | Potito Starace Florent Serra     | Reda El Amrani Łukasz Kubot Richard Gasquet G. García López                |
| 5. duben  | Grand Prix Hassan II Casablanca Maroko ATP World Tour 250 antuka – 398 250 €                  | Robert Lindstedt Horia Tecău | 6-2 3-6, 10-7 | Rohan Bopanna Ajsám Kúreší  | Potito Starace Florent Serra     | Reda El Amrani Łukasz Kubot Richard Gasquet G. García López                |
| 5. duben  | U.S. Men's Clay Court Championships Houston USA ATP World Tour 250 antuka – 442 500 $         | Juan Ignacio Chela           | 5-7, 6-4, 6-3 | Sam Querrey                 | Horacio Zeballos Wayne Odesnik   | Fernando González Lleyton Hewitt Nicolás Massú Xavier Malisse              |
| 5. duben  | U.S. Men's Clay Court Championships Houston USA ATP World Tour 250 antuka – 442 500 $         | Bob Bryan Mike Bryan         | 6-3, 7-5      | Stephen Huss Wesley Moodie  | Horacio Zeballos Wayne Odesnik   | Fernando González Lleyton Hewitt Nicolás Massú Xavier Malisse              |
| 12. duben | Monte-Carlo Rolex Masters Monte Carlo Monako ATP World Tour Masters 1000 antuka – 2 227 500 € | Rafael Nadal                 | 6-0, 6-1      | Fernando Verdasco           | Novak Djoković David Ferrer      | David Nalbandian Albert Montañés Philipp Kohlschreiber Juan Carlos Ferrero |
| 12. duben | Monte-Carlo Rolex Masters Monte Carlo Monako ATP World Tour Masters 1000 antuka – 2 227 500 € | Daniel Nestor Nenad Zimonjić | 6-3 2-0 skreč | Maheš Bhúpatí Max Mirnyj    | Novak Djoković David Ferrer      | David Nalbandian Albert Montañés Philipp Kohlschreiber Juan Carlos Ferrero |
| 19. duben | Barcelona Open Banco Sabadell Barcelona Španělsko ATP World Tour 500 antuka – 1 550 000 €     | Fernando Verdasco            | 6-3 4-6, 6-3  | Robin Söderling             | David Ferrer Thiemo de Bakker    | Thomaz Bellucci Ernests Gulbis Jo-Wilfried Tsonga Eduardo Schwank          |
| 19. duben | Barcelona Open Banco Sabadell Barcelona Španělsko ATP World Tour 500 antuka – 1 550 000 €     | Daniel Nestor Nenad Zimonjić | 4-6, 6-3 10-6 | Lleyton Hewitt Mark Knowles | David Ferrer Thiemo de Bakker    | Thomaz Bellucci Ernests Gulbis Jo-Wilfried Tsonga Eduardo Schwank          |
| 26. duben | Internazionali BNL d'Italia Řím Itálie ATP World Tour Masters 1000 antuka – 2 227 500 €       | Rafael Nadal                 | 7-5, 6-2      | David Ferrer                | Ernests Gulbis Fernando Verdasco | Feliciano López Stanislas Wawrinka Jo-Wilfried Tsonga Novak Djoković       |
| 26. duben | Internazionali BNL d'Italia Řím Itálie ATP World Tour Masters 1000 antuka – 2 227 500 €       | Bob Bryan Mike Bryan         | 6-2, 6-3      | John Isner Sam Querrey      | Ernests Gulbis Fernando Verdasco | Feliciano López Stanislas Wawrinka Jo-Wilfried Tsonga Novak Djoković       |

### Květen
| Týden od             | Turnaj | Vítězové                                              | Finalisté                         | Semifinalisté                        | Čtvrtfinalisté                                                  |
| -------------------- | --- | ----------------------------------------------------- | --------------------------------- | ------------------------------------ | --------------------------------------------------------------- |
| 3. květen            | BMW Open Mnichov Německo ATP World Tour 250 €398 250 – antuka (červená) – 32S/32Q/16D                                | Michail Južnyj 6–3 4–6, 6–4                           | Marin Čilić                       | Marcos Baghdatis Philipp Petzschner  | Nicolás Almagro Philipp Kohlschreiber Tomáš Berdych Jan Hájek   |
| 3. květen            | BMW Open Mnichov Německo ATP World Tour 250 €398 250 – antuka (červená) – 32S/32Q/16D                                | Oliver Marach Santiago Ventura 5–7, 6–3, [16–14]      | Eric Butorac Michael Kohlmann     | Marcos Baghdatis Philipp Petzschner  | Nicolás Almagro Philipp Kohlschreiber Tomáš Berdych Jan Hájek   |
| 3. květen            | Serbia Open Bělehrad Srbsko ATP World Tour 250 €373 200 – antuka (červená) – 28S/32Q/16D                             | Sam Querrey 3–6, 7–6(4), 6–4                          | John Isner                        | Filip Krajinović Stanislas Wawrinka  | Novak Djoković Igor Andrejev Viktor Troicki Richard Gasquet     |
| 3. květen            | Serbia Open Bělehrad Srbsko ATP World Tour 250 €373 200 – antuka (červená) – 28S/32Q/16D                             | Santiago González Travis Rettenmaier 7–6(6), 6–1      | Tomasz Bednarek Mateusz Kowalczyk | Filip Krajinović Stanislas Wawrinka  | Novak Djoković Igor Andrejev Viktor Troicki Richard Gasquet     |
| 3. květen            | Estoril Open Estoril Portugalsko ATP World Tour 250 €398 250 – antuka (červená) – 28S/32Q/16D                        | Albert Montañés 6–2, 6–7(4), 7–5                      | Frederico Gil                     | Roger Federer Guillermo García-López | Arnaud Clément Pablo Cuevas Alberto Martín Rui Machado          |
| 3. květen            | Estoril Open Estoril Portugalsko ATP World Tour 250 €398 250 – antuka (červená) – 28S/32Q/16D                        | Marc López David Marrero 7–6(1) 4–6,, [10–4]          | Pablo Cuevas Marcel Granollers    | Roger Federer Guillermo García-López | Arnaud Clément Pablo Cuevas Alberto Martín Rui Machado          |
| 10. květen           | Mutua Madrileña Madrid Open Madrid Španělsko ATP World Tour Masters 1000 €2 835 000 – antuka (červená) – 56S/28Q/24D | Rafael Nadal 6–4, 7–6(5)                              | Roger Federer                     | David Ferrer Nicolás Almagro         | Ernests Gulbis Andy Murray Jürgen Melzer Gaël Monfils           |
| 10. květen           | Mutua Madrileña Madrid Open Madrid Španělsko ATP World Tour Masters 1000 €2 835 000 – antuka (červená) – 56S/28Q/24D | Bob Bryan Mike Bryan 6–3, 6–4                         | Daniel Nestor Nenad Zimonjić      | David Ferrer Nicolás Almagro         | Ernests Gulbis Andy Murray Jürgen Melzer Gaël Monfils           |
| 17. květen           | ARAG World Team Cup Düsseldorf Německo ATP World Team Cup €1 351 000 – antuka (červená) 8 týmů (základní skupiny)    | Argentina 2–1                                         | USA                               | Modrá skupina Francie Německo Srbsko | Červená skupina Česko Španělsko Austrálie                       |
| 17. květen           | Open de Nice Côte d'Azur Nice Francie ATP World Tour 250 €398 250 – antuka (červená) – 28S/32Q/16D                   | Richard Gasquet 6–3 5–7, 7–6(5)                       | Fernando Verdasco                 | Potito Starace Leonardo Mayer        | Olivier Rochus Gaël Monfils Marcos Baghdatis Serhij Stachovskyj |
| 17. květen           | Open de Nice Côte d'Azur Nice Francie ATP World Tour 250 €398 250 – antuka (červená) – 28S/32Q/16D                   | Marcelo Melo Bruno Soares 1–6, 6–3, [10–5]            | Rohan Bopanna Ajsám Kúreší        | Potito Starace Leonardo Mayer        | Olivier Rochus Gaël Monfils Marcos Baghdatis Serhij Stachovskyj |
| 23. květen 6. červen | French Open Paříž Francie Grand Slam €7 580 800 – antuka (červená) 128S/128Q/64D/32X                                 | Rafael Nadal 6–4, 6–2, 6–4                            | Robin Söderling                   | Tomáš Berdych Jürgen Melzer          | Roger Federer Michail Južnyj Novak Djoković Nicolás Almagro     |
| 23. květen 6. červen | French Open Paříž Francie Grand Slam €7 580 800 – antuka (červená) 128S/128Q/64D/32X                                 | Daniel Nestor Nenad Zimonjić 7–5, 6–2                 | Lukáš Dlouhý Leander Paes         | Tomáš Berdych Jürgen Melzer          | Roger Federer Michail Južnyj Novak Djoković Nicolás Almagro     |
| 23. květen 6. červen | French Open Paříž Francie Grand Slam €7 580 800 – antuka (červená) 128S/128Q/64D/32X                                 | Nenad Zimonjić Katarina Srebotniková 4–6, 6–3, [10–8] | Julian Knowle Jaroslava Švedovová | Tomáš Berdych Jürgen Melzer          | Roger Federer Michail Južnyj Novak Djoković Nicolás Almagro     |

### Červen
| Týden od              | Turnaj                                                                                       | Vítězové                                              | Finalisté                     | Semifinalisté                      | Čtvrtfinalisté                                               |
| --------------------- | -------------------------------------------------------------------------------------------- | ----------------------------------------------------- | ----------------------------- | ---------------------------------- | ------------------------------------------------------------ |
| 7. červen             | Gerry Weber Open Halle Německo ATP World Tour 250 €663 750 – tráva – 32S/32Q/16D             | Lleyton Hewitt 3–6, 7–6(4), 6–4                       | Roger Federer                 | Philipp Petzschner Benjamin Becker | Philipp Kohlschreiber Lukáš Lacko Andreas Beck Mischa Zverev |
| 7. červen             | Gerry Weber Open Halle Německo ATP World Tour 250 €663 750 – tráva – 32S/32Q/16D             | Serhij Stachovskyj Michail Južnyj 4–6, 7–5, [10–7]    | Martin Damm Filip Polášek     | Philipp Petzschner Benjamin Becker | Philipp Kohlschreiber Lukáš Lacko Andreas Beck Mischa Zverev |
| 7. červen             | AEGON Championships Londýn V. Británie ATP World Tour 250 €627 700 – tráva – 56S/32Q/24D     | Sam Querrey 7–6(3), 7–5                               | Mardy Fish                    | Feliciano López Rainer Schüttler   | Rafael Nadal Michaël Llodra Dudi Sela Xavier Malisse         |
| 7. červen             | AEGON Championships Londýn V. Británie ATP World Tour 250 €627 700 – tráva – 56S/32Q/24D     | Novak Djoković Jonatan Erlich 6–7(6), 6–2, [10–3]     | Karol Beck David Škoch        | Feliciano López Rainer Schüttler   | Rafael Nadal Michaël Llodra Dudi Sela Xavier Malisse         |
| 14. červen            | UNICEF Open 's-Hertogenbosch Nizozemsko ATP World Tour 250 €398 250 – tráva –32S/32Q/16D     | Serhij Stachovskyj 6–3, 6–0                           | Janko Tipsarević              | Xavier Malisse Benjamin Becker     | Alejandro Falla Santiago Giraldo Simon Greul Peter Luczak    |
| 14. červen            | UNICEF Open 's-Hertogenbosch Nizozemsko ATP World Tour 250 €398 250 – tráva –32S/32Q/16D     | Robert Lindstedt Horia Tecău 1–6, 7–5, [10–7]         | Lukáš Dlouhý Leander Paes     | Xavier Malisse Benjamin Becker     | Alejandro Falla Santiago Giraldo Simon Greul Peter Luczak    |
| 14. červen            | AEGON International Eastbourne V. Británie ATP World Tour 250 €405 000 – Grass – 32S/23Q/16D | Michaël Llodra 7–5, 6–2                               | Guillermo García-López        | Denis Istomin Alexandr Dolgopolov  | Illja Marčenko Julien Benneteau Gilles Simon James Ward      |
| 14. červen            | AEGON International Eastbourne V. Británie ATP World Tour 250 €405 000 – Grass – 32S/23Q/16D | Mariusz Fyrstenberg Marcin Matkowski 6–3 5–7,, [10–8] | Colin Fleming Ken Skupski     | Denis Istomin Alexandr Dolgopolov  | Illja Marčenko Julien Benneteau Gilles Simon James Ward      |
| 21. červen 28. červen | Wimbledon Londýn V. Británie Grand Slam £13 725 000 – tráva 128S/128Q/64D/16Q/48X            | Rafael Nadal 6–3, 7–5, 6–4                            | Tomáš Berdych                 | Novak Djoković Andy Murray         | Roger Federer Lu Jan-sun Jo-Wilfried Tsonga Robin Söderling  |
| 21. červen 28. červen | Wimbledon Londýn V. Británie Grand Slam £13 725 000 – tráva 128S/128Q/64D/16Q/48X            | Jürgen Melzer Philipp Petzschner 6–1, 7–5, 7–5        | Robert Lindstedt Horia Tecău  | Novak Djoković Andy Murray         | Roger Federer Lu Jan-sun Jo-Wilfried Tsonga Robin Söderling  |
| 21. červen 28. červen | Wimbledon Londýn V. Británie Grand Slam £13 725 000 – tráva 128S/128Q/64D/16Q/48X            | Leander Paes Cara Blacková 6–4, 7–6(5)                | Wesley Moodie Lisa Raymondová | Novak Djoković Andy Murray         | Roger Federer Lu Jan-sun Jo-Wilfried Tsonga Robin Söderling  |